# Igor Jakovlevič Pomerancev

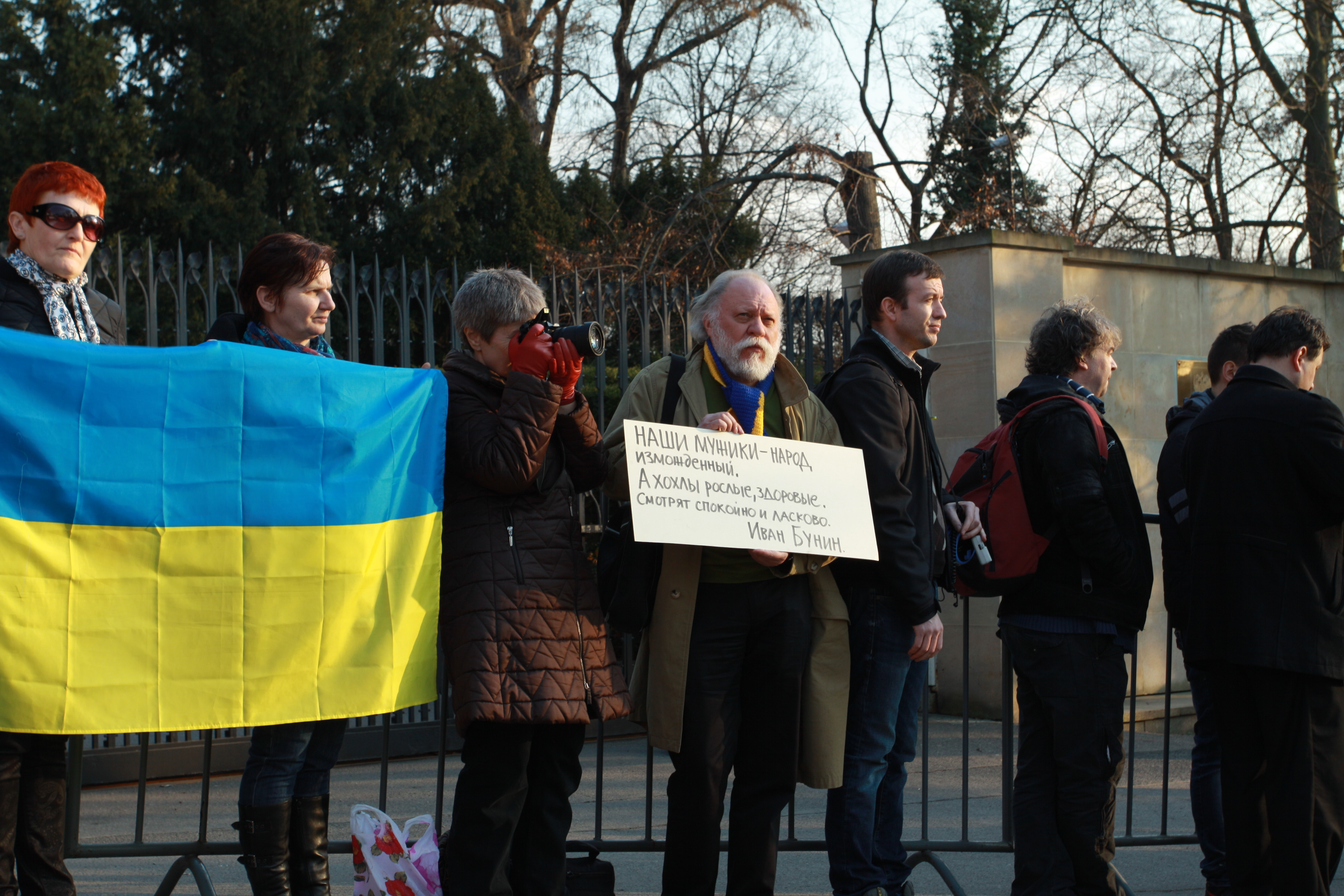
Igor Jakovlevič Pomerancev drží dne 2. března 2014 transparent během demonstrace na podporu Euromajdanu a proti ruské okupaci Krymu před ruskou ambasádou v Praze

Igor Jakovlevič Pomerancev (rusky Игорь Яковлевич Померанцев; * 11. ledna 1948, Saratov, SSSR) je sovětský, respektive posléze ruský básník a novinář.

## Život
Narodil se jako syn ukrajinského Žida, původem z Oděsy, a matky Rusky z charkovské gubernie, v Saratově na řece Volze, evropské části Sovětského svazu.. Vyrostl v Zabajkali a v Černovicích. Vystudoval románsko-germánskou filologii a pedagogiku na Černovické univerzitě na západní Ukrajině..
Literární dráhu začal v době studií lyrickými příspěvky do časopisu Smena. Za účast v ukrajinském národním hnutí, šíření letáků a přechovávání zakázané literatury byl roku 1976 zadržen KGB. V roce 1978 s manželkou a desetiměsíčním synem emigroval do Německa, roku 1979 přesídlil do Londýna, kde začal pracovat pro BBC. Dále byl redaktorem Rádií Svoboda a Svobodná Evropa v Mnichově, od roku 1995 žije v Praze.

## Dílo
Do roku 2019 vydal v Moskvě a v Kyjevě 11 knih (10 v ruštině a 1 ukrajinsky), hlavně literaturu faktu, reportáže a politické eseje, také poezii. Básnická sbírka Amputa byla přeložena do češtiny a její vydání bylo uvedeno v knihovně Václava Havla 6. ledna 2020.

### O vývoji Ruské federace
Dne 15. června 2014 v rozhovoru se Zuzanou Lizcovou o vývoji Ruské federace v Lidových novinách řekl:
„Ruský klasik 20. století Alexandr Solženicyn není můj nejoblíbenější spisovatel. Ale jeden z jeho románů se jmenuje Rakovina. A já se obávám, že měl pravdu. Co vidíme dnes? Komunismus skončil, ale stát stejně vypadá jako napadený rakovinou. A přirozeností rakoviny je šířit se, jinak zemře. Obávám se, že tohle je jádrem, klíčovým rysem civilizace, která se nazývá ruská.“
„Rusko je dodnes mentálně na začátku 19. století, kdy se svářila dvě křídla filozofů a myslitelů – zapadnici a rusofilové. Později Rusko nevyprodukovalo žádné skutečné filozofy v západním slova smyslu.“
„Putin má instinktivní strach z jakéhokoli náznaku svobody a demokracie. Ukrajina je nesrovnatelně svobodnější země než Rusko a je na jeho hranici. Myslím, že se Putinovi v jeho snech zjevuje demokracie, jak se plíží od západu. Víc a víc se blíží. A pro Putina, který je absolutním homonkulem sovětského myšlení a hodnot, je to katastrofa. Svoboda, demokracie a prosperita se přibližují. Cítí strach a paniku. Myslím, že se budí se studeným potem.“

### Film
Amputace – film o ruské anexi Ukrajiny natočil v roce 2017 s režisérkou Lydií Starodubcevovou. Film s českými titulky uvedlo kino Ponrepo v Praze 7.1.2020, za účasti obou autorů se konala beseda o aktuální situaci.

## Rodina
Jeho syn, Peter Pomerancev (alternativně Peter Pomerantsev; * 1977, Kyjev), je britský novinář a autor vydané knihy Nic není pravda a všechno je možné.